# Josse De Rycke
Josse de Rycke, noto anche con il nome latinizzato di Justus Ryckius, (Gand, 6 maggio 1587 – Bologna, 1627), è stato un filologo, poeta erudito fiammingo.

## Biografia
Noto anche come Rycquius: Justus R., auch Ryquius, Ricquius, Ryckius, Rickius, Ricx etc., era figlio di Jacob e Katharina Stade, figlia del matematico Johan Stade. 
Effettuò le prime ricerche in patria; in seguito studiò latino, greco e diritto a Douai. Nel 1606 si recò, per completare i suoi studi, prima a Roma, dove si interessò quasi esclusivamente di studi classici, e poi a Venezia e Bologna.
Alcuni anni più tardi ottenne il posto di segretario e bibliotecario del conte Luigi Saregi a Verona, e viaggiò per tutta l'Italia. Durante un viaggio tra Roma e Napoli ebbe la sventura di cadere in mano a dei rapinatori e di essere completamente derubato. Verso il 1615 tornò in patria e si stabilì a a Lovanio; nel 1624 gli fu concesso un canonicato a Gand.
Nello stesso anno ebbe un invito in Italia da parte del cardinale Scipione Cobelluzzi, e si recò quindi a Roma dove il papa Urbano VIII gli concesse la cittadinanza romana e poi gli assegnò la cattedra di eloquenza a Bologna.
Qui svolse il suo incarico con successo ma morì poco dopo, l'8 o il 10 dicembre del 1627.

## Pubblicazioni

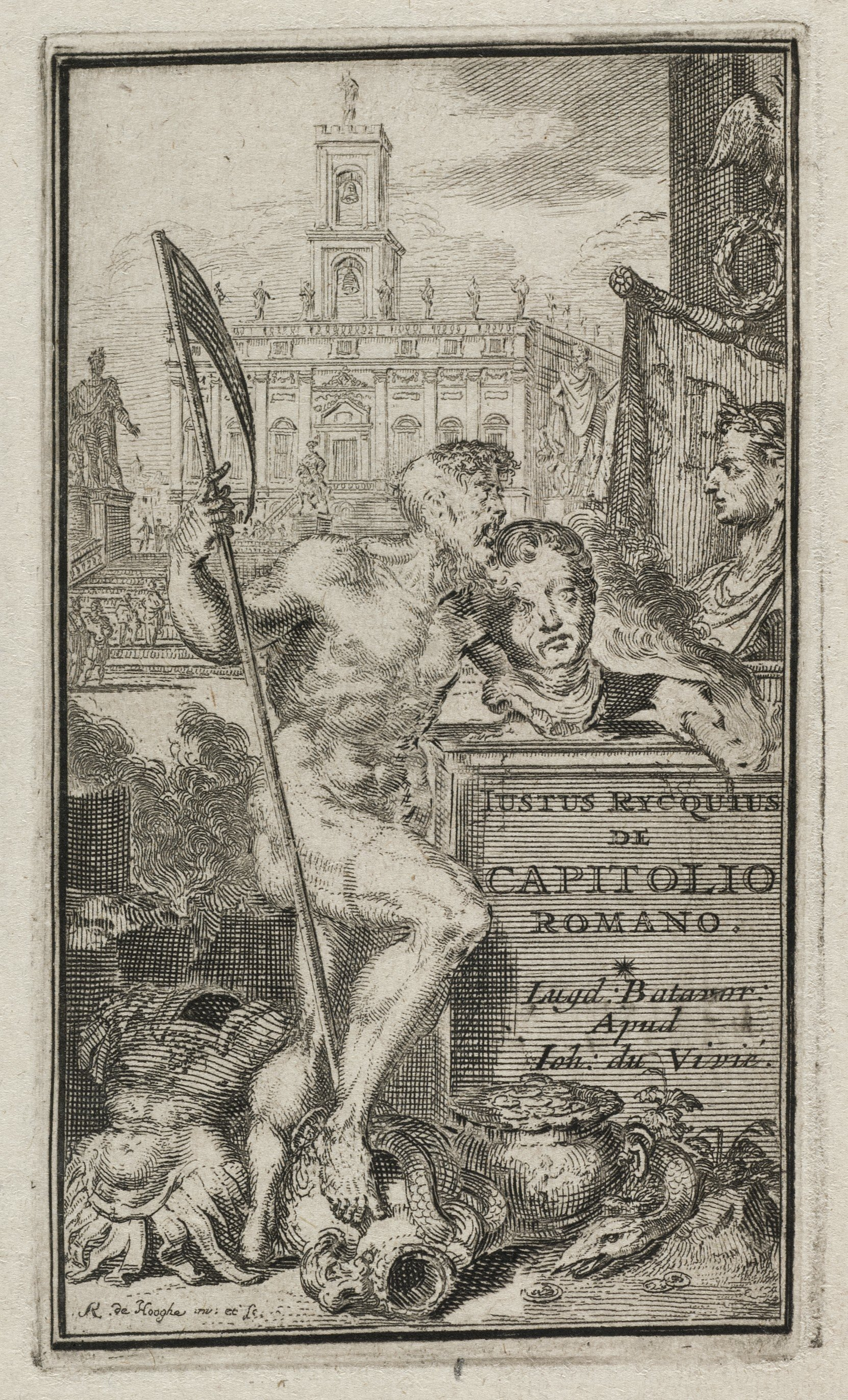
Frontespizio del De Capitolio Romano

Tra i suoi lavori scientifici è rilevante il „Commentarius de Capitolio Romano“, pubblicato nel 1617 e ristampato più volte in seguito; inoltre pubblicò un gran numero di elogi su papi, cardinali e altri personaggi importanti, nonché poesie e varie epistole. Dopo la morte apparvero: „Disquisitio de republica monstrosa Germanopoli“ (1647) e „Mars Germaniae perpetuus“ (1675).
- (LA) Josse De Rycke, Praeludia poetica, Douai, ex typographeio Caroli Boscardi, 1606. URL consultato il 30 marzo 2019.
- (LA) Josse De Rycke, Poematum libri duo, Lovanio, Typis Io. Christoph. Flavii, 1614. URL consultato il 30 marzo 2019.
- (LA) Josse De Rycke, De Capitolio romano veteri commentarius, Ghent, apud Cornelium Marium, 1617,  rist. 1669 e 1696. URL consultato il 30 marzo 2019.